# Choi Sung-yong
Choi Sung-yong (ur. 25 grudnia 1975 w Masan) – piłkarz południowokoreański grający na pozycji bocznego pomocnika lub obrońcy.

## Kariera klubowa
Choi ukończył Korea University i w czasie studiów występował w drużynie piłkarskiej. W latach 1997–1998 występował w wojskowej drużynie Sangmoo Army, a w 1999 roku podpisał pierwszy profesjonalny kontrakt z japońską drużyną Vissel Kobe. W jego barwach przez dwa lata występował w rozgrywkach J-League i rozegrał w niej w barwach Vissel 55 spotkań. W klubie z Kobe grał wraz z rodakami Ha Seok-ju i Kimem Do-hoonem.
W 2001 roku Choi wyjechał do Europy. Występował w austriackim LASK Linz. Rozegrał 6 spotkań w lidze austriackiej i wrócił do Korei w 2002 roku. Został zawodnikiem Suwon Samsung Bluewings. W tym samym roku wywalczył z nim Puchar Korei Południowej. Z kolei w 2004 roku wywalczył swój pierwszy w karierze tytuł mistrza Korei. W 2005 roku zdobył Hauzen Cup oraz Superpuchar Korei. Natomiast w 2006 roku został wicemistrzem kraju. W połowie roku odszedł do japońskiej Yokohamy FC, a już w 2007 roku grał w Ulsan Hyundai. Rozegrał tam tylko 2 spotkania i w 2008 roku ponownie zmienił barwy klubowe. Podpisał kontrakt z japońskim drugoligowcem, Thespa Kusatsu.

## Kariera reprezentacyjna
W reprezentacji Korei Południowej Choi zadebiutował 4 listopada 1995 roku w przegranym 0:1 spotkaniu Carlsberg Cup z Jugosławią. W 1998 roku był w drużynie koreańskiej na Mistrzostwa Świata we Francji. Na tym mundialu zagrał w trzech spotkaniach: przegranych 1:3 z Meksykiem, 0:5 z Holandią oraz zremisowanym 1:1 z Belgią. W 2002 roku został powołany przez Guusa Hiddinka do kadry na Mistrzostwa Świata 2002, których gospodarzem była Korea Południowa. Tam był rezerwowym i nie wystąpił w żadnym spotkaniu. Ostatni mecz w reprezentacji rozegrał w 2003 roku. W kadrze narodowej zagrał 64 razy i zdobył jedną bramkę.